# I.Ae. 31 Colibrí

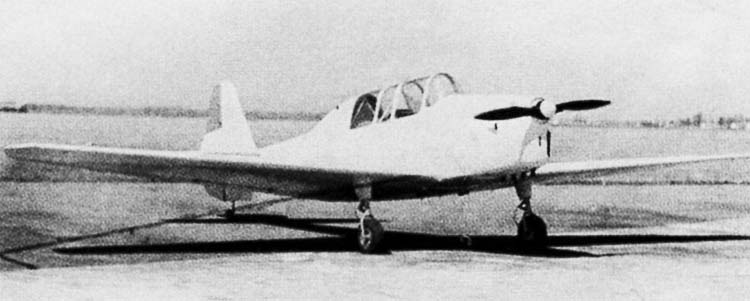
I.Ae.31 Colibrí en 1940.

El I.Ae. 31 Colibrí es un avión biplaza en tándem desarrollado en 1946-47 por el Instituto Aerotécnico de la República Argentina para su fabricación por parte de la industria privada.

## Historia
En 1946 como parte del Primer Plan Quinquenal, se le solicitó al Instituto Aerotécnico (I. Ae.), dependiente del Ministerio de Aeronáutica, el desarrollo de un avión biplaza en tándem. El mismo debería poder realizar tareas de escuela elemental y enseñanza acrobática. Su producción sería emprendida por la industria privada cordobesa, a la cual se le otorgarían créditos pecuniarios enmarcados en el Plan.
A fines de cumplir con el Plan Quinquenal, el jefe del Instituto, comodoro Juan Ignacio San Martín creó en el seno del mismo la División de Proyectos Especiales. Esta tenía como función promover y llevar a cabo los distintos proyectos y realizaciones de interés para el desarrollo aeronáutico argentino. Junto con el I.Ae. 31 Colibrí, entre sus obras se destacaron el I.Ae. 32 Chingolo, el F.M.A. 20 Boyero y el cohete teledirigido AM-1 Tábano.
Las tareas de diseño se llevaron a cabo sin inconvenientes a lo largo del año 1946 y a principios de 1947, ya que el Instituto contaba con gran experiencia en la fabricación aeronáutica con maderas argentinas. El primer vuelo del I.Ae. 31 se llevó a cabo el 18 de septiembre de 1947, y fue bautizado "Colibrí"
Fue fabricado por la firma Talleres H. Goberna, de la Provincia de Córdoba (Argentina) en la cantidad de tres ejemplares.

## Características
Se trataba de un aparato monoplano con un fuselaje de 7,95 metros de largo realizado en estructura tubular de cromo-molibdeno, entelado y completado con duraluminio. Las alas eran bilargueras de 10,37 metros de envergadura y 16 m² de superficie, de madera de cedro y araucaria y revestidas en enchapados y tela siguiendo el perfil NACA 23012.
El tren de aterrizaje era fijo convencional, amortiguado oleoneumáticamente, y su cabina con doble comando y cubierta de la carlinga basculante.
Estaba motorizado con un motor a explosión De Havilland Gipsy Major 10 de 4 cilindros en línea refrigerado por aire, de 145 caballos de fuerza, que hacían girar una hélice bipala de paso variable. También podía motorizarse con un motor Blackburn Cirrus Major 3 de 155 HP. Alcanzaba una velocidad de hasta 240 kilómetros por hora.